# Kolej dziecięca w Koszycach
Kolej dziecięca w Koszycach (słow. Košická detská historická železnic, KDHŽ; Dětská železnice v Košiciach, DŽ) – wąskotorowa linia kolejowa w Koszycach. Linia należy do miasta Koszyce. Od 2012 roku przewozami zajmuje się stowarzyszenie Detská železnica Košice wraz z miastem Koszyce i innymi partnerami prywatnymi.
Kolejkę uruchomiono w 1955 roku jako pierwszą tego typu (pionierską) w Czechosłowacji (do roku 1989 nosiło nazwę Pionierská železnica). Jest również jedyną która przetrwała do czasów obecnych.